# Kalundborg
Kalundborg (Callumbourg en français) est une ville portuaire danoise de 16 370 habitants (2019), et une municipalité de 48 681 habitants (2019), située au Nord-Ouest de Seeland (Sjælland), la principale île du pays.
À la suite d'une réforme des municipalités en 2007, la ville s'est vu rattacher neuf communes, dont Høng (en).

## Histoire
On peut retracer l'histoire de la ville à la construction d'un château fort en 1170 par Esbern Snare (frère de l'évêque Absalon, fondateur à la même époque de Copenhague), et l'église de Notre-Dame de Kalundborg construite au début du XIIIe siècle. Du château, il ne reste que des éléments des fondations, mais l'église a survécu sans trop de dégradations. La forme de celle-ci est unique au Danemark et probablement au monde avec une tour centrale flanquée de quatre tours plus petites, le tout construit en briques rouges. En 1827, la tour centrale s'effondra et ne fut reconstruite qu'une cinquantaine d'années plus tard.
L'emplacement du château fort au fond d'un fjord relativement profond lui conférait un rôle stratégique et ce n'est pas par hasard que le port de Kalundborg est encore aujourd'hui un des plus importants du pays avec, notamment, une raffinerie de pétrole accessible par des pétroliers de grande taille.
Pendant les huit siècles de son histoire, Kalundborg a souvent pris une grande importance, notamment par son port naturel qui servait de point d'embarquement vers l'ouest du Danemark. Au XIXe siècle, d'autres ports, notamment Korsør, plus au sud, ont récupéré la plus grosse partie de ce trafic et il a fallu attendre l'arrivée du chemin de fer en 1874 pour que Kalundborg retrouve sa dynamique.
En 1927, un émetteur radio grandes ondes fut installé avec son antenne de taille imposante. Le choix de Kalundborg était dicté par la position centrale dans le pays.
Lors d'une réforme administrative en 2007, la commune de Kalundborg a fusionné avec les communes voisines (Gørlev, Hvidebæk, Bjergsted et Høng) pour former une "grande commune" d'environ 50 000 habitants. La ville à elle seule compte 16500 habitants. Avant cette fusion, la commune couvrait 130 km2 contre plus de 600 aujourd'hui.

## Écologie industrielle
Kalundborg est connue par son rôle pionnier en matière de « symbiose » industrio-environnementale, encore appelée écologie industrielle.
La gestion intelligente des besoins en matières premières et des rejets de déchets a permis de créer un véritable écosystème industriel. Soit une sorte de « chaîne alimentaire » créée de toutes pièces entre industries voisines. Le but est que chaque industrie se nourrisse des rejets de ses voisins afin de minimiser les besoins en matières premières et de réduire les déchets à leur portion congrue.

## Économie
Le groupe pharmaceutique Novo Nordisk exploite un site de production dans la ville et fabrique des produits et appareils pharmaceutiques, en particulier des médicaments pour le diabète. L'entreprise fabrique 50 % de la production mondiale d'insuline et détient la moitié du marché total de l’insuline. L'un des principaux produits est le médicament Semaglutide, qui est devenu plus connu pour le traitement du diabète sous les marques Ozempic, en particulier aux États-Unis et au Canada.

## Images de Kalundborg

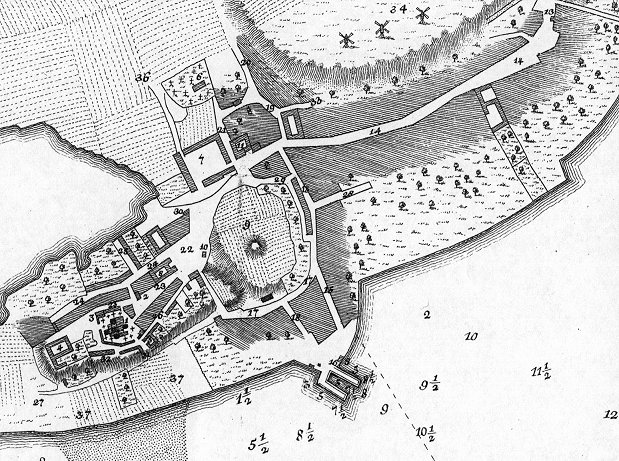
Kalundborg fin du XVIIIe siècle.
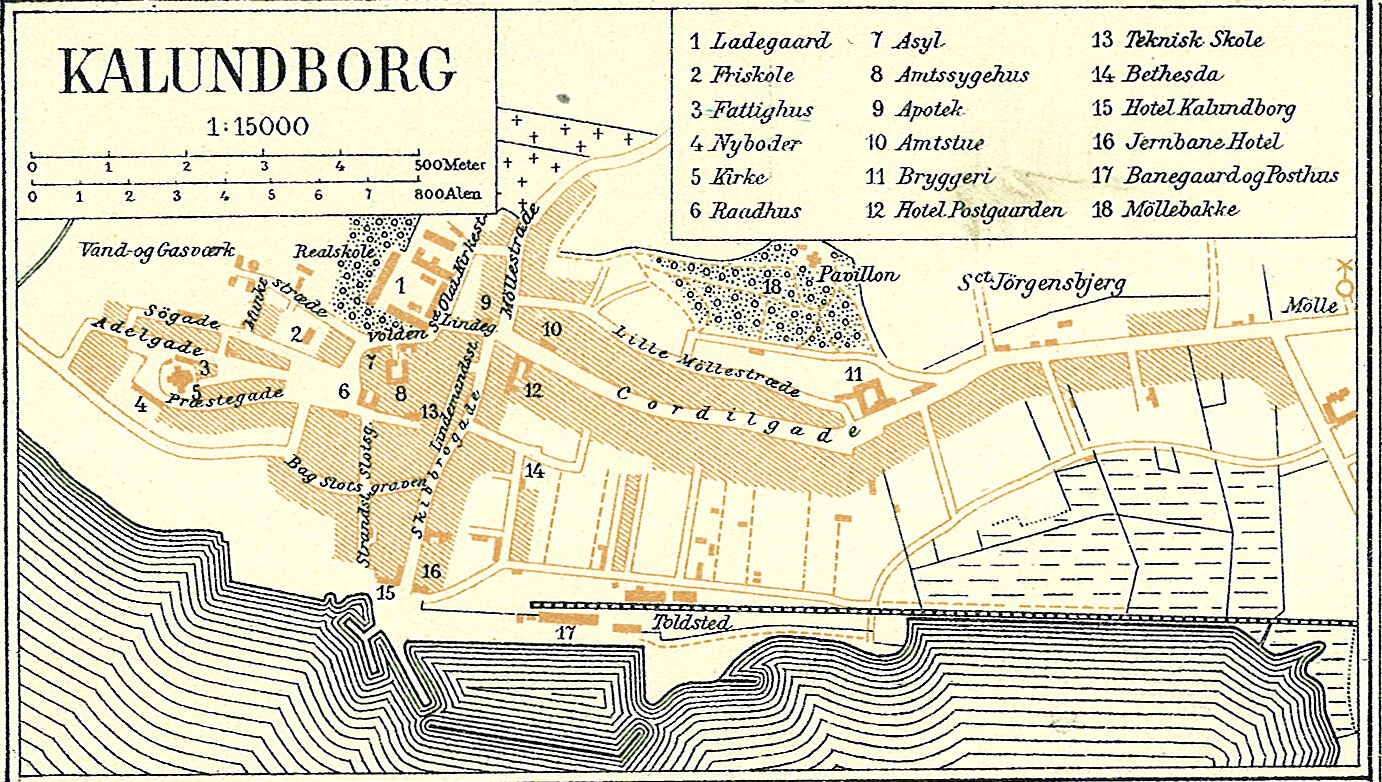
Kalundborg environ 1900.
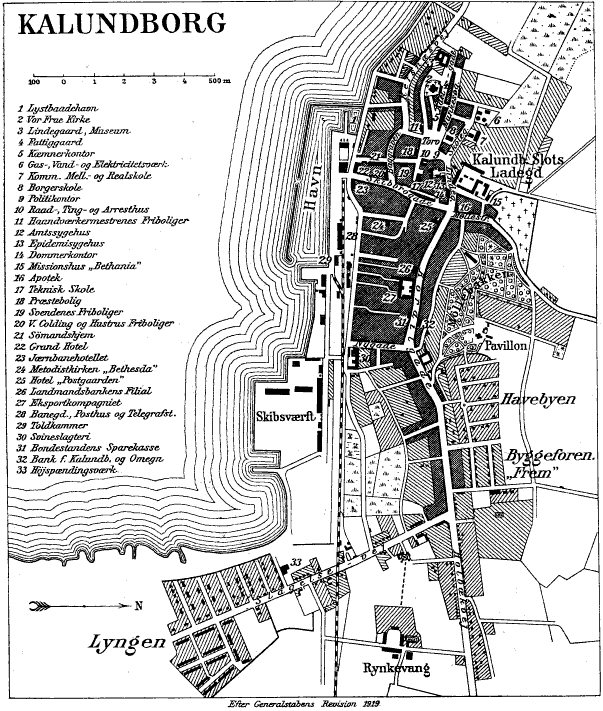
Carte de Kalundborg en 1919.
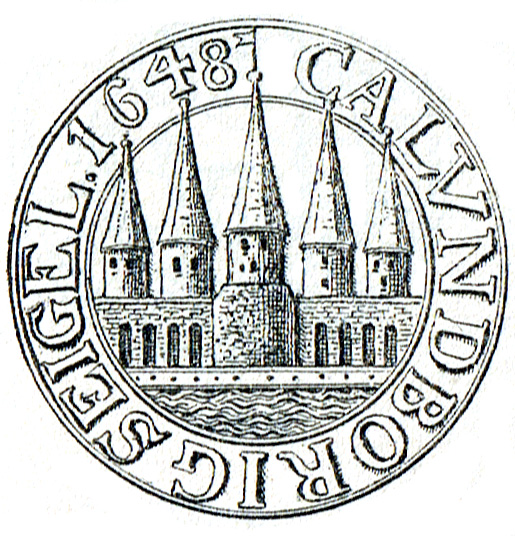
Sceau de Kalundborg en 1648.
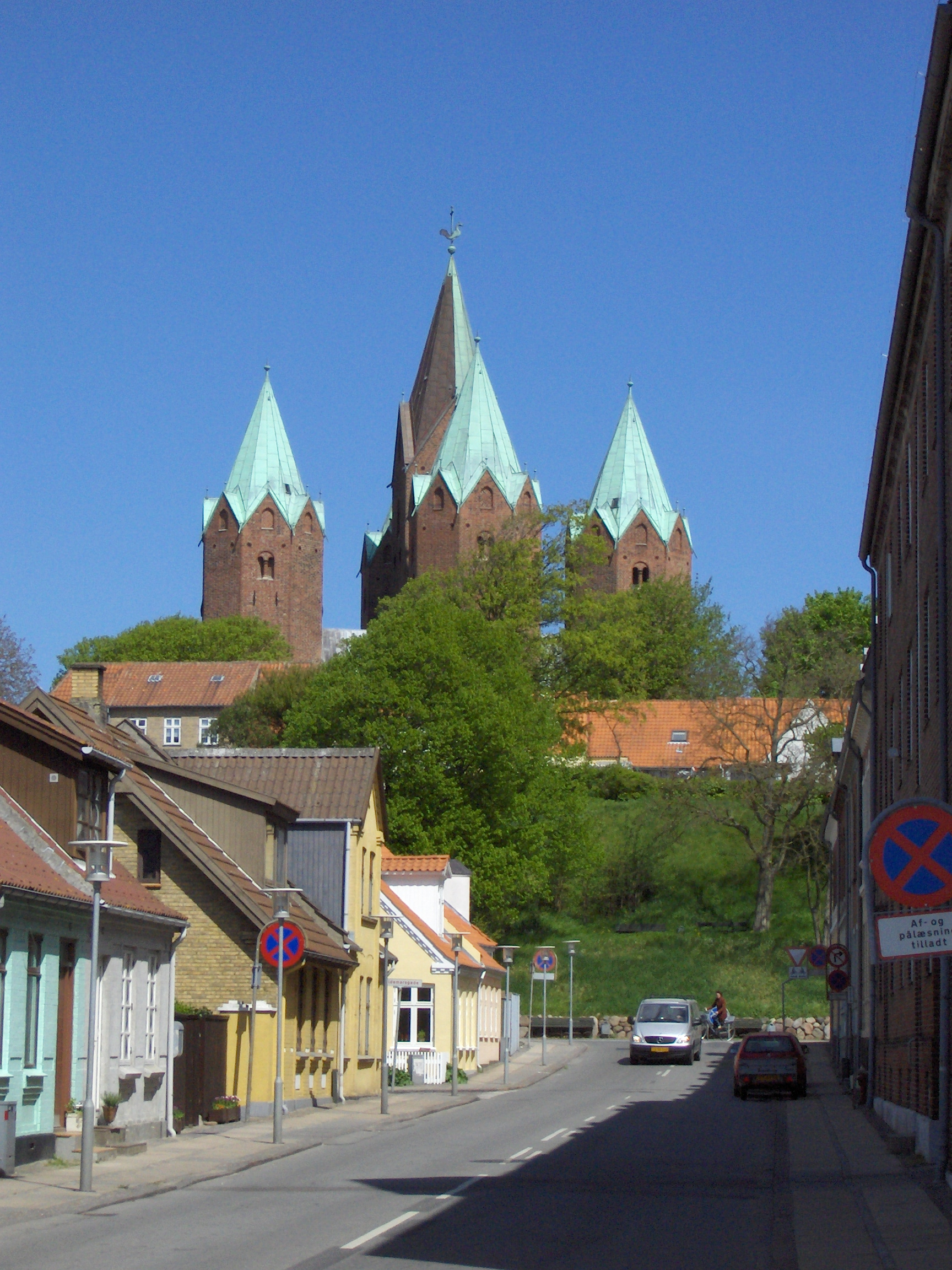
Frue Kirke, Église Notre-Dame de Kalundborg.
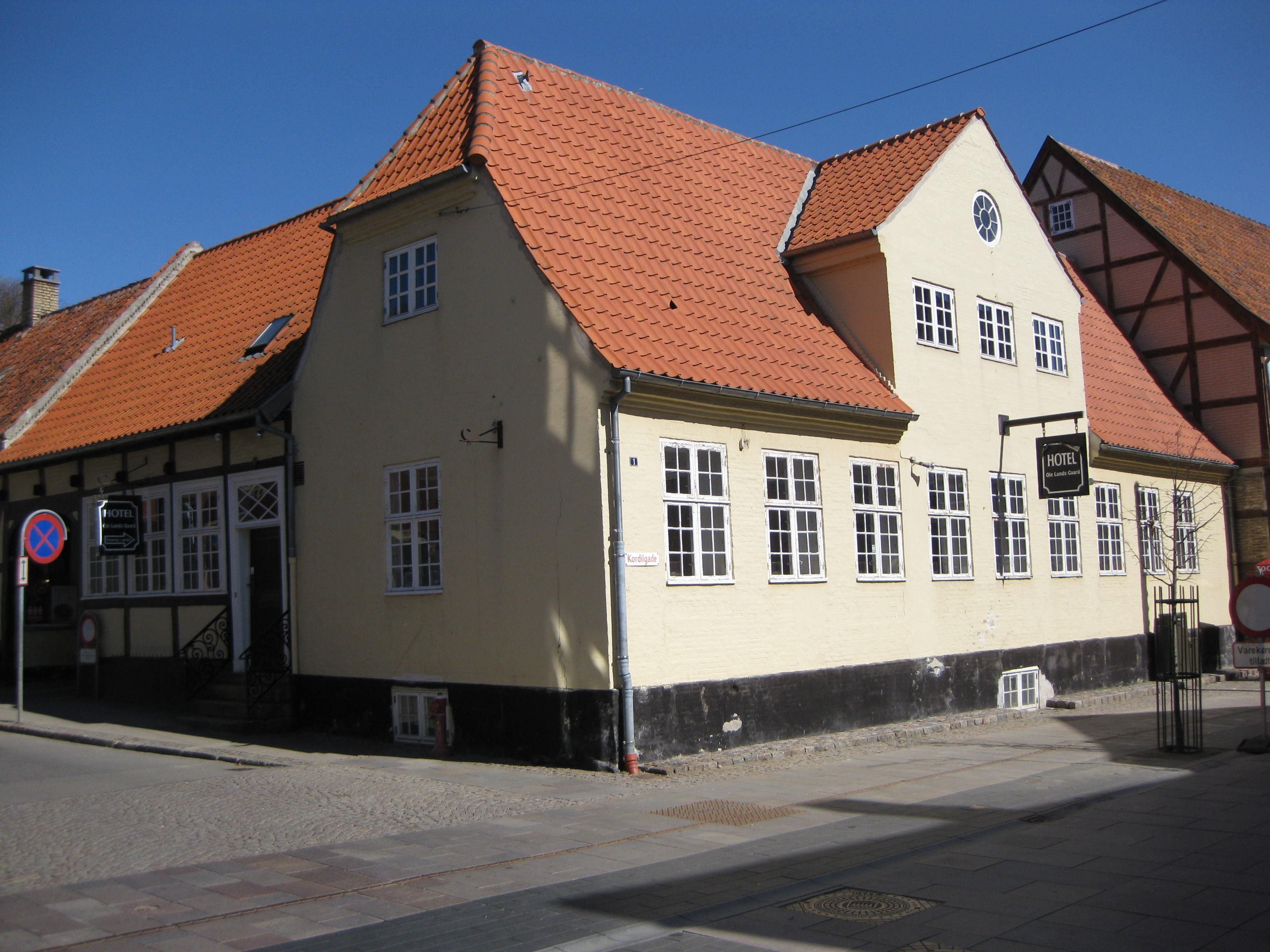
La ferme d'Ole Lund.
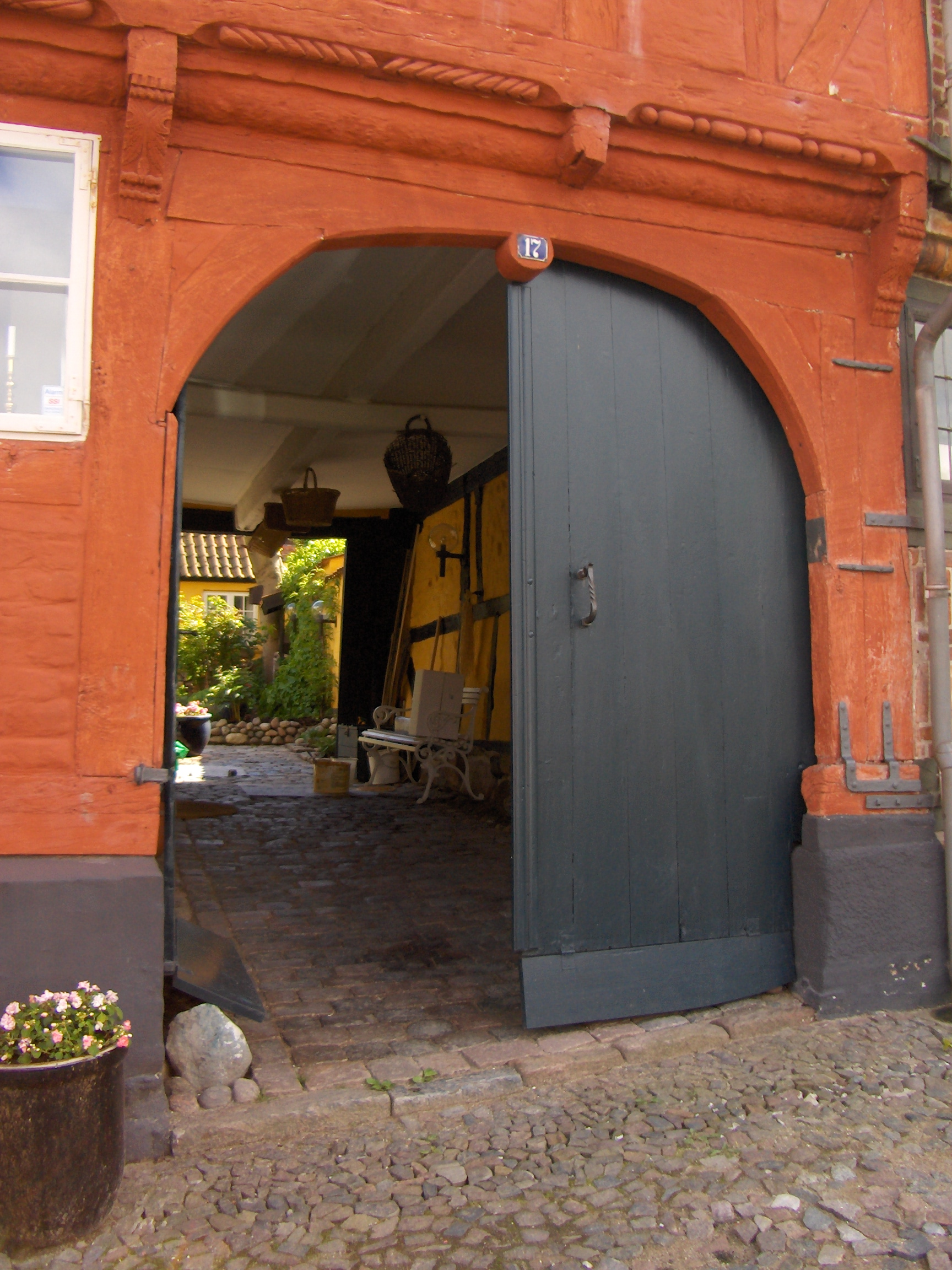
La porte Adelgade.
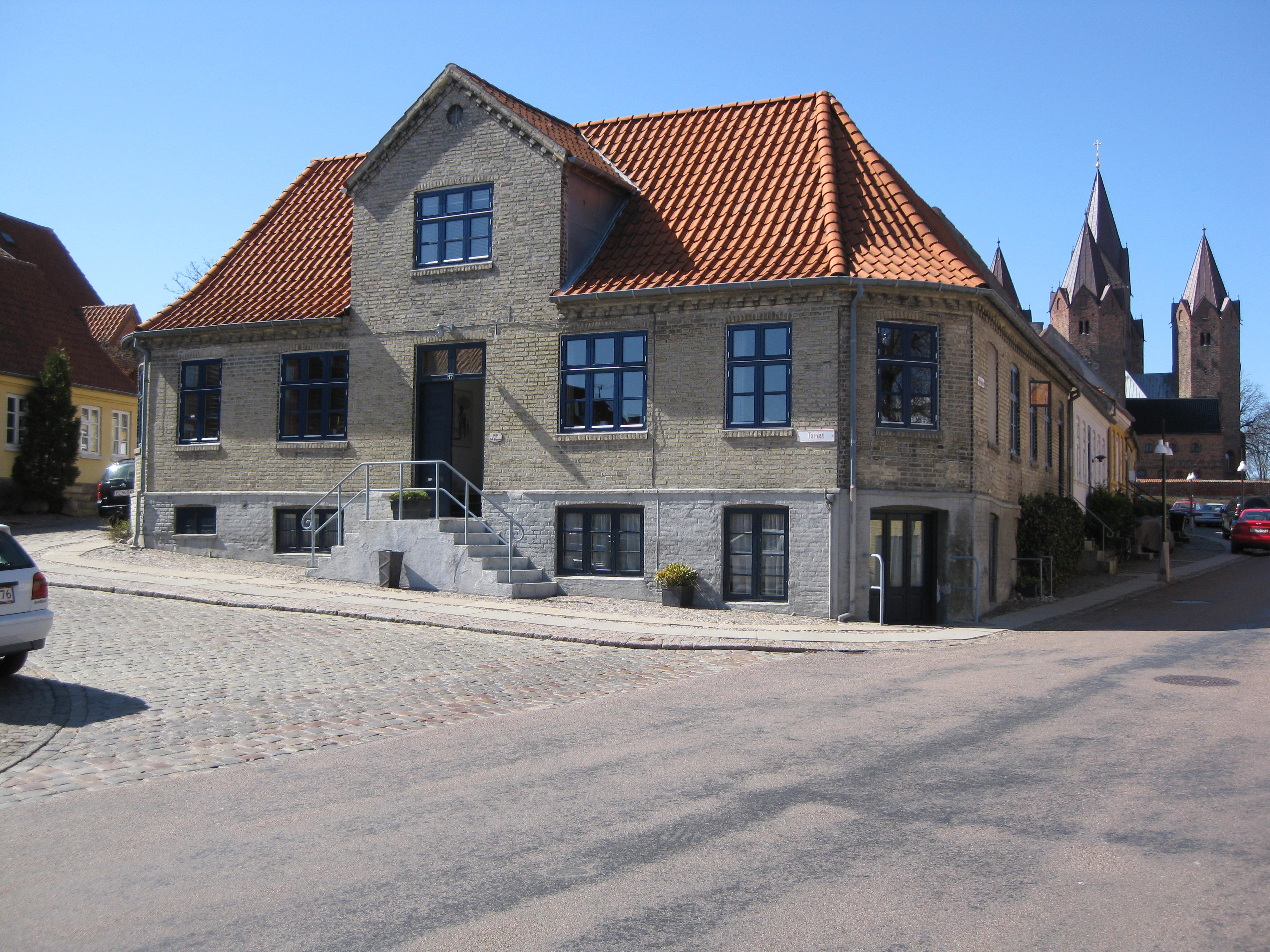
Place du marché.
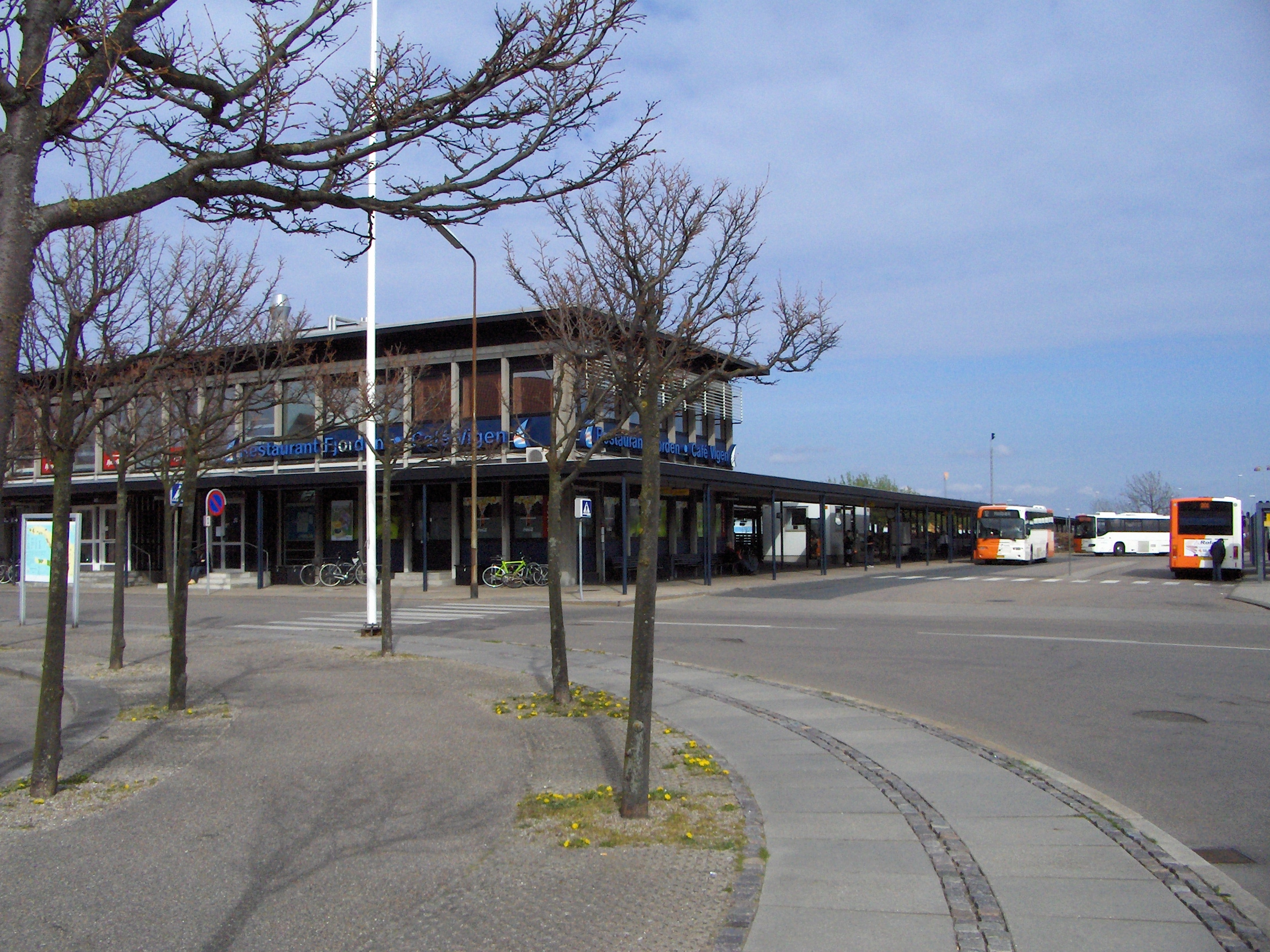
La gare de Kalundborg.
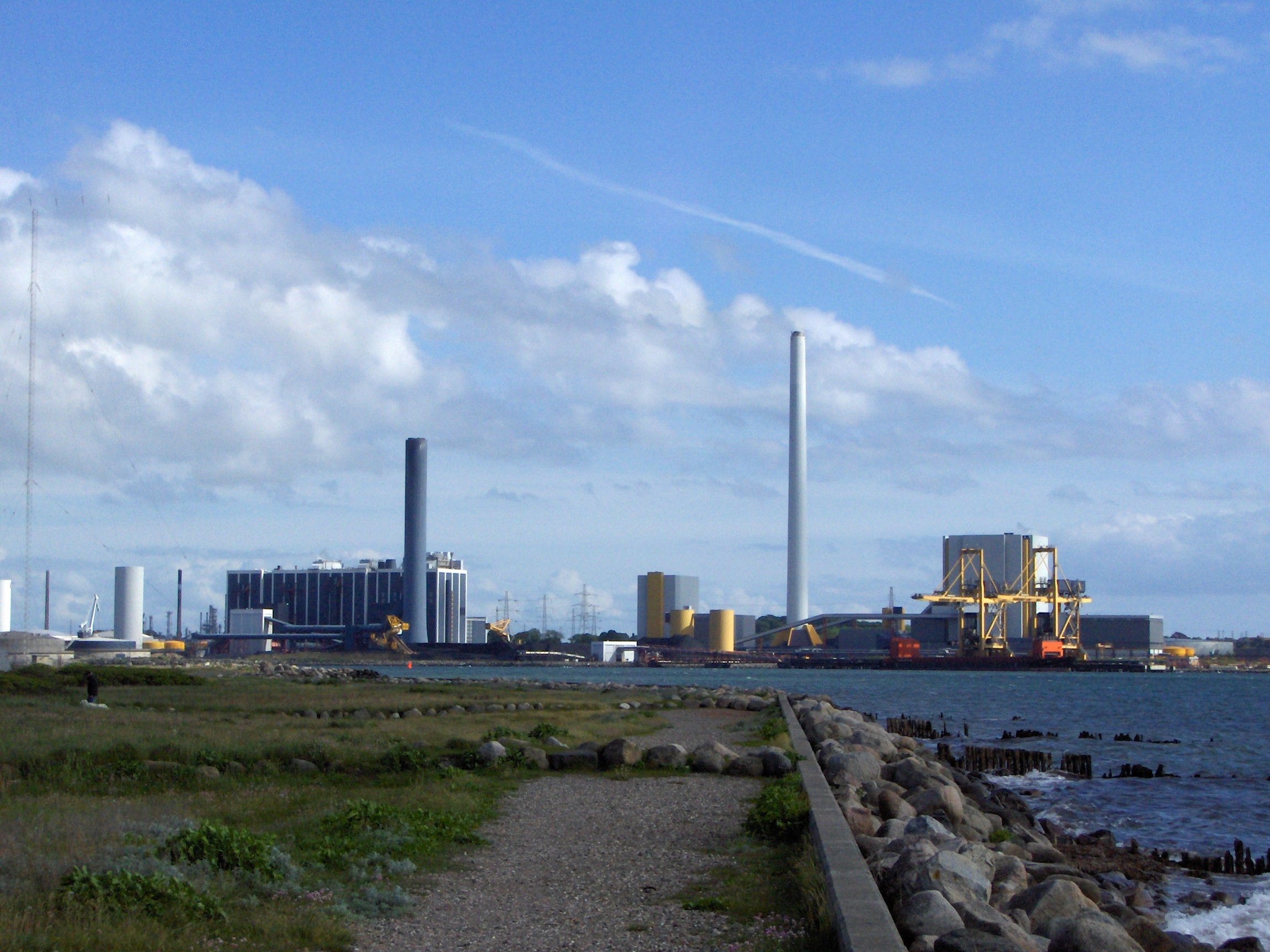
Centrale électrique d'Asnæs.
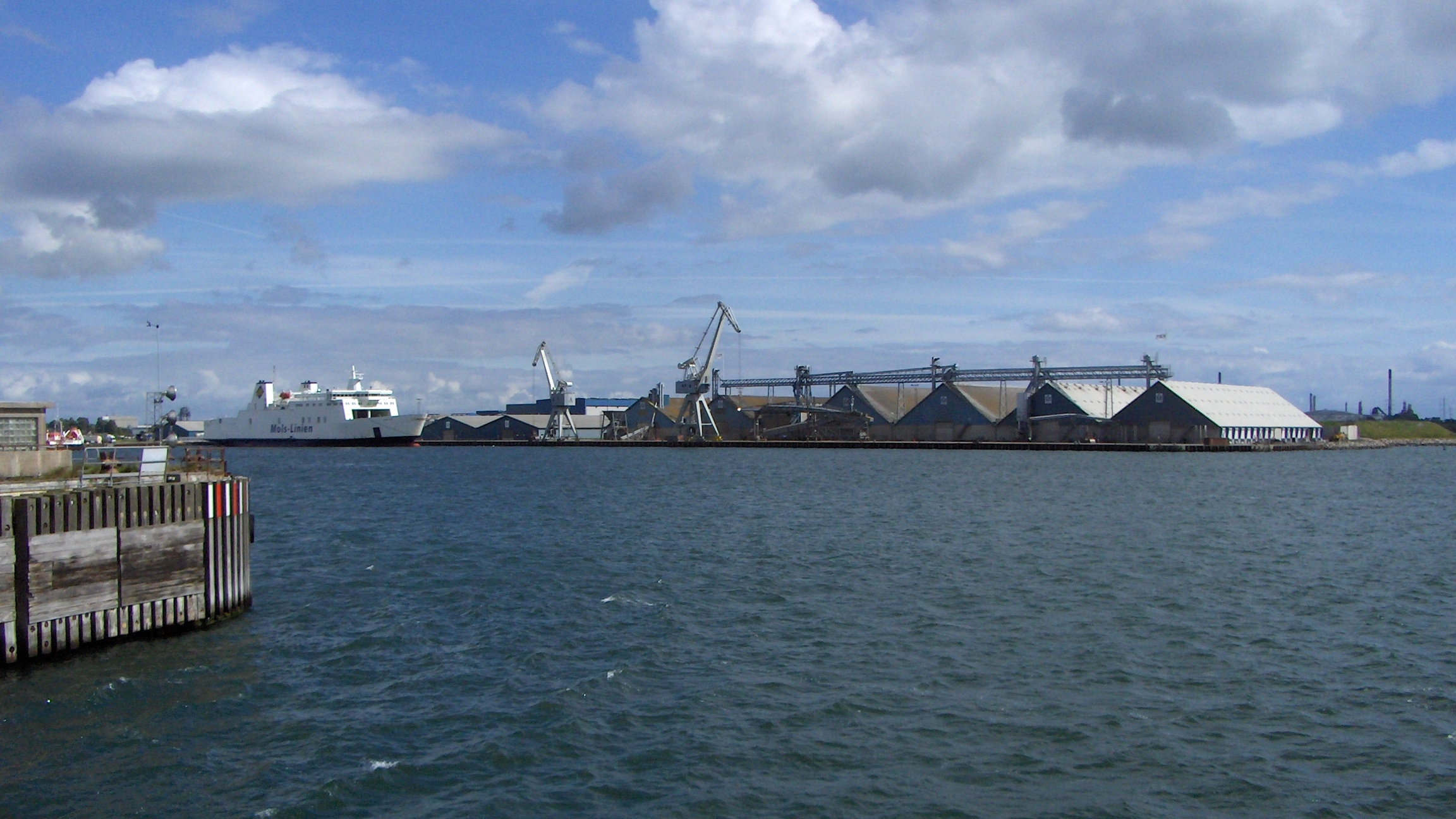
Le port de Kalundborg.
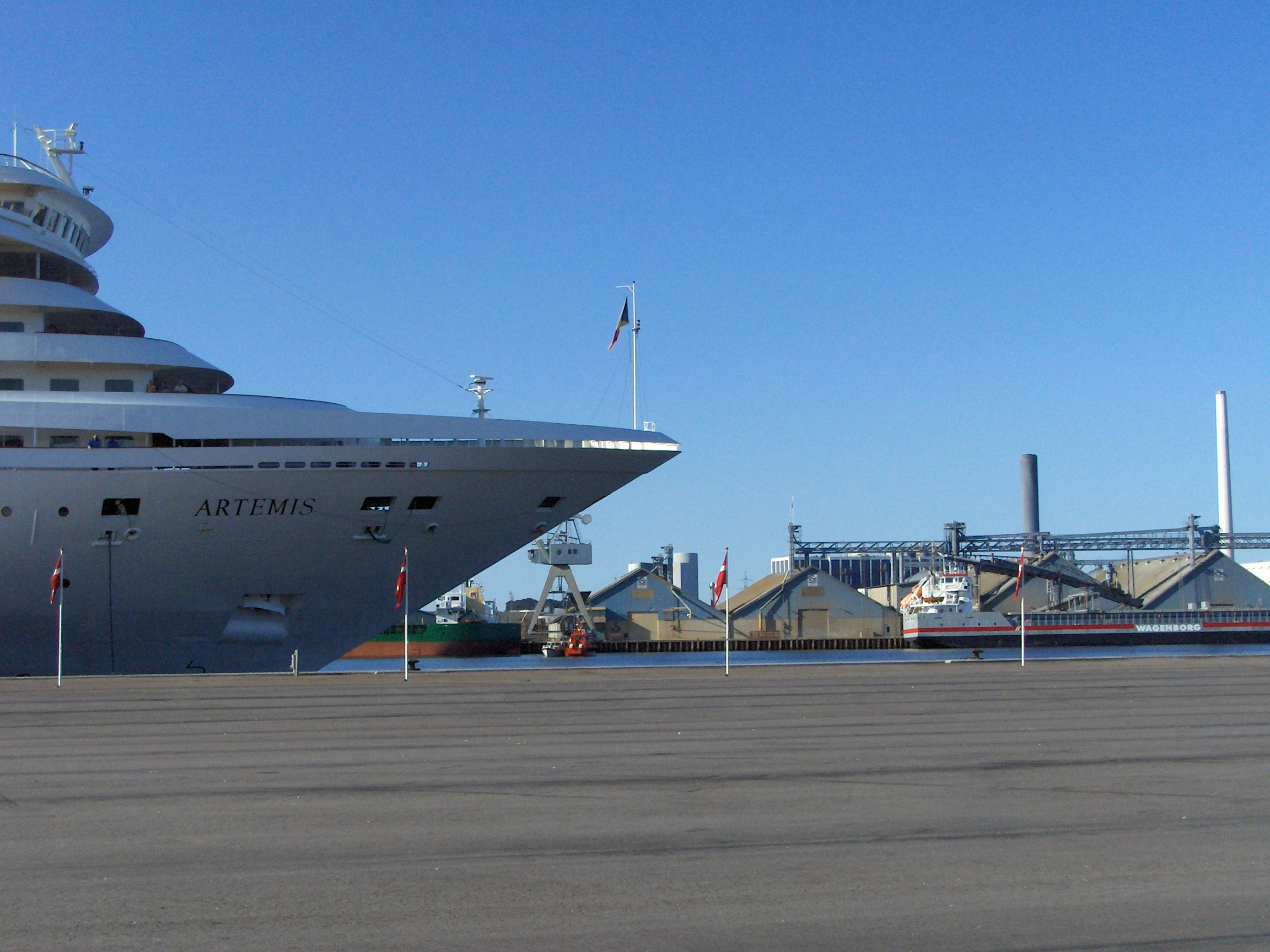
Navire de croisière dans le port.

## Personnalités liées à la commune
- Christian Elling
- Lizette Risgaard (1960-), dirigeante syndicale, y est née.
- Frederik-Valdemar Olsen, général et commandant en chef de la Force publique au Congo belge y est né.